# Festuca pseudodalmatica
Festuca pseudodalmatica là một loài thực vật có hoa trong họ Hòa thảo. Loài này được Krajina mô tả khoa học đầu tiên năm 1929.